# Claudia Schmidt (Politikerin)
Claudia Schmidt (* 26. April 1963 in Salzburg) ist eine österreichische Politikerin (ÖVP) und von Juli 2014 bis 2019 Abgeordnete zum Europäischen Parlament.

## Studium und Beruf
Nach ihrem Abschluss arbeitete sie bei der Salzburger Lebenshilfe, anfänglich als heilpädagogische Leiterin, danach wurde sie mit dem Aufbau der Behindertenanwaltschaft innerhalb der Lebenshilfe betraut. Vor ihrem hauptberuflichen Wechsel in die Kommunalpolitik war sie in der Lebenshilfe als Abteilungsleiterin für Organisation und Verwaltung tätig.

## Politik
Seit 1999 ist Schmidt Mandatarin im Salzburger Gemeinderat und wurde im Jahre 2004 zur Klubobfrau des ÖVP-Gemeinderatsklubs gewählt. Im Zuge der für die ÖVP erfolgreichen Gemeinderatswahlen 2009 wurde sie Baustadträtin der Stadt Salzburg.
Während ihrer 5-jährigen Amtszeit realisierte die Bauabteilung der Stadt diverse Großprojekte, den Neubau des AYA Bades in der Alpenstraße, den Bau einer neuen Salzachbrücke, die Einführung neuer Technologien bei der städtischen Beleuchtung und Ampelsteuerung und die erfolgreiche Implementierung einer im Vorfeld heiß diskutierten Verkehrsregelung in der Innenstadt. Im Frühjahr 2014 wurde Schmidt mit der Unterstützung der Landeshauptleute Wilfried Haslauer junior (Salzburg), Markus Wallner (Vorarlberg) und Günther Platter (Tirol) als „Kandidatin des Westens“ für die EU-Wahl am 25. Mai 2014 nominiert und wurde im Rahmen des Bundesparteivorstandes der Österreichischen Volkspartei auf den aussichtsreichen 4. Listenplatz gereiht. Mit dem Start der 8. Legislaturperiode wurde Schmidt somit ab Juli 2014 Abgeordnete zum Europäischen Parlament.
In die Kritik, auch von Politikern der eigenen Partei, gelangte sie im August 2018 nach einer Veröffentlichung in einem sozialen Netzwerk, in dem sie „massive und willkürliche Zuwanderung aus kulturfremden Regionen“ eine „große Bedrohung für unsere Gesellschaft“ nannte. Sie entschuldigte sich für ihren Kommentar, den sie zutiefst bedauere.
Nach der Europawahl in Österreich 2019 schied sie aus dem Europäischen Parlament aus.